# シマキケマン
シマキケマン Corydalis balansae Prain はケシ科の植物の1つ。キケマンに似ているが全体に小柄で葉は羽状複葉になる。

## 特徴
全体に無毛の越年性の草本。全体に無毛で粉を帯びている。茎は高さ15～40cmになる。茎の基部からは根出葉が出て、これは花が咲くときまで残っている。根出葉、及び茎から出る葉は共に二回羽状複葉になっており、基部の葉柄は長さが5～15cmに達する。葉身はその概形が広卵形で、長さは8～20cm、幅は10～15cm。個々の小葉は長さ5cm程で、その縁は更に羽状に深く裂け、時には完全に裂けており、その裂片も広卵形で更にその縁も裂ける。
花期は3～4月頃で、茎の上に葉と対生する形で総状花序が出る。花は黄色で長さ12～18mm。花の基部には披針形の苞が着く。距は花弁の部分より明らかに短くて長さは1.5～2mmで、先端が細くなってはいない。果実は蒴果で形は直線状の円柱形となっており、長さは3.5～4.5cmで、内部の種子に合わせてくびれるようなことがない。種子は偏球形で直径は約1.2mm、表面には微細な凹点が並んでいる。

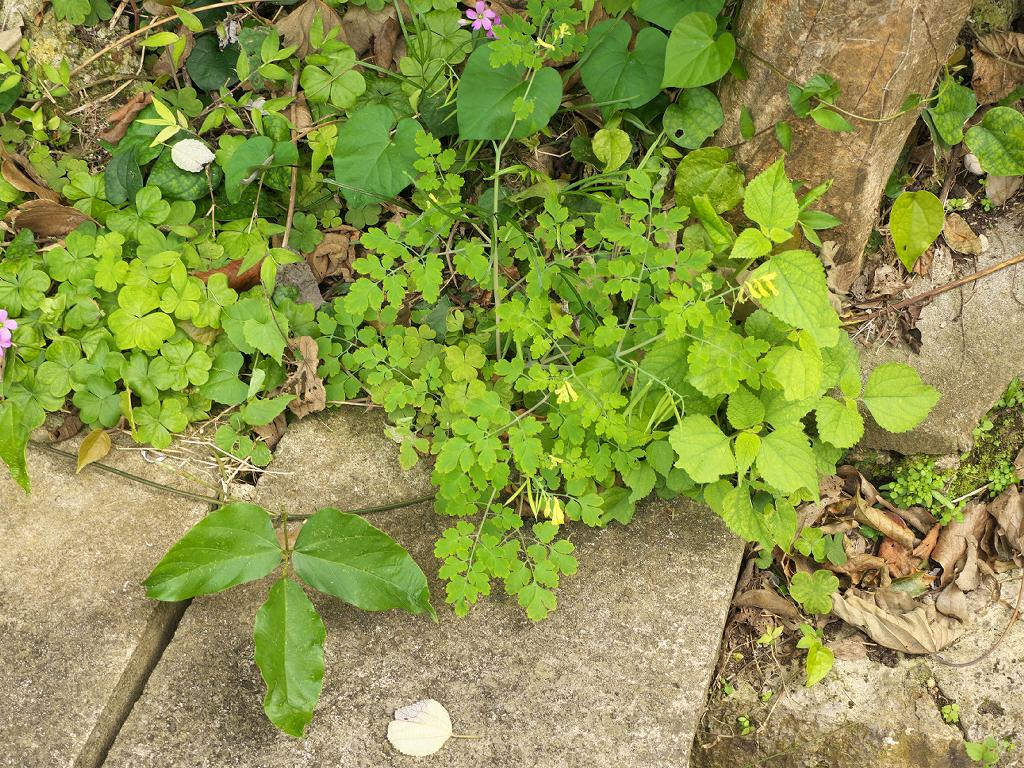
全体の様子
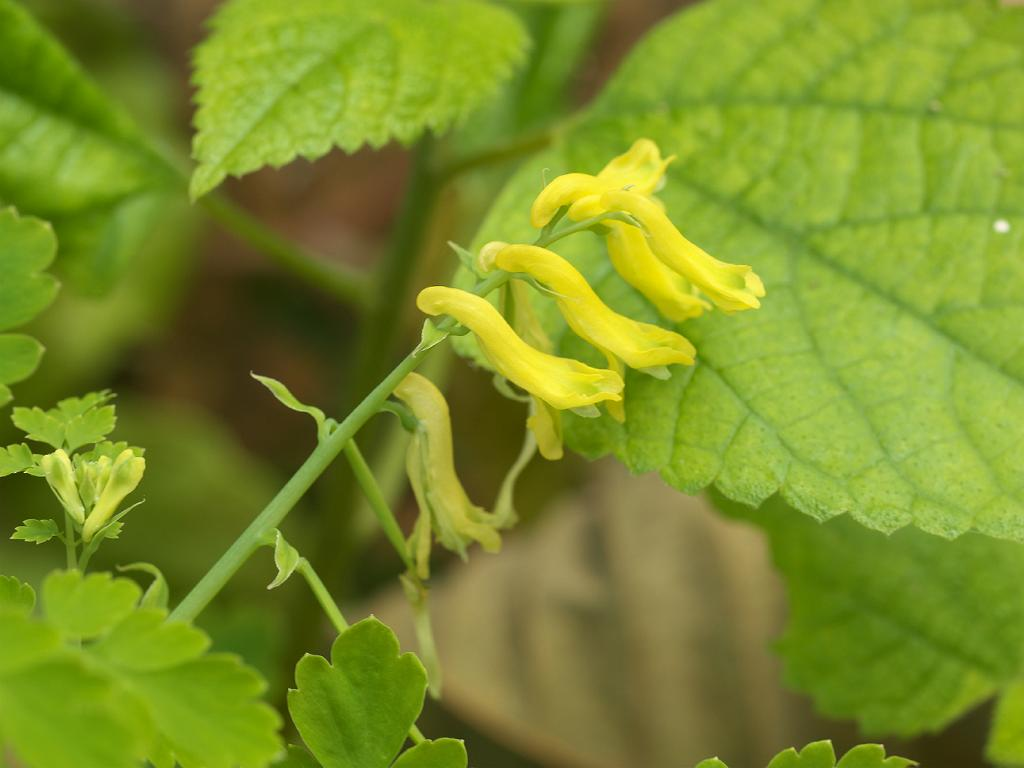
花序の拡大像
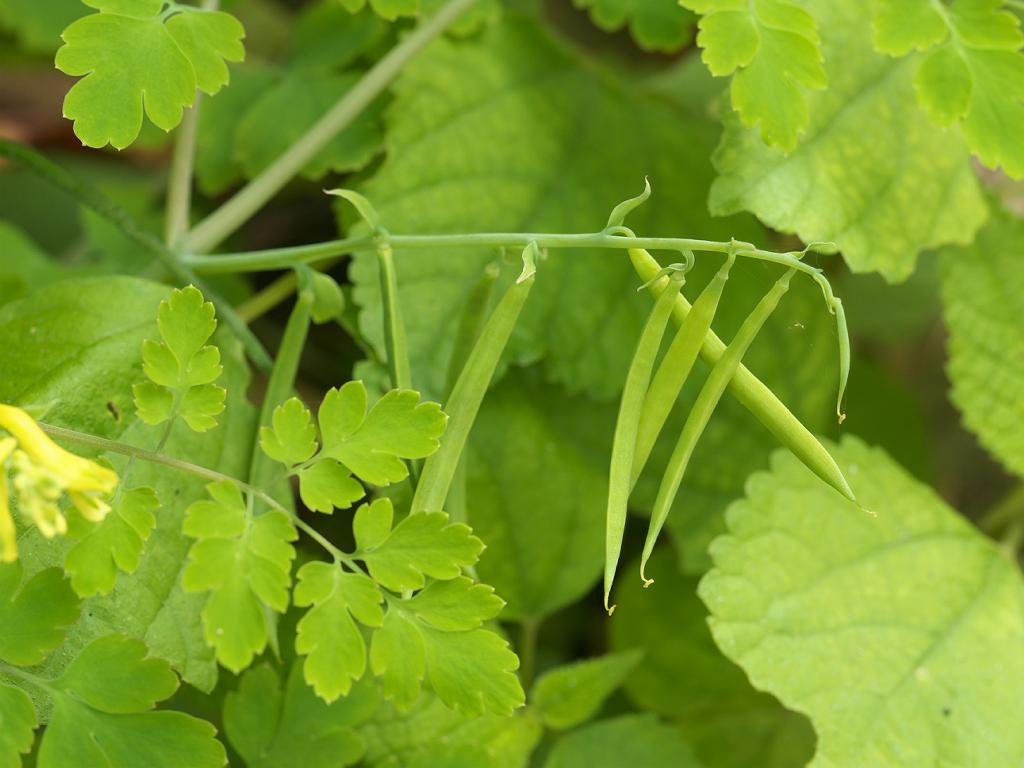
果実

## 分布と生育環境
日本では四国、九州から琉球列島に見られ、国外では中国南部と台湾から知られる。
海岸に生える。愛媛県では海岸近くの林縁に見られる。

## 分類、類似種など
本種の属するキケマン属は世界に約450種があり、日本には16種が知られる。この中には地下に塊茎を持つ多年草も多いが、本種のように地下茎のない1年草ないし越年草で黄色い花をつけるものはキケマン C. heterocarpa var. japonica  など8種ほどがある。その中で本種は花が長さ15mm程度、花の距が花弁より短くて先が細まらず、また葉が羽状複葉であること、それに蒴果が真っ直ぐで種子に合わせてくびれることがない点などで区別される。

## 保護の状況
環境省のレッドデータブックでは取り上げられていないが、県別では徳島県、愛媛県、熊本県、長崎県で絶滅危惧I類、鹿児島県で絶滅危惧II類の指定がある。指定があるのはほぼ分布の北限域と思われる。愛媛県では指定の理由としてとにかく個体数が少ないことが挙げられており、問題点としては生育環境の悪化や遷移の進行が考えられる一方で、園芸的価値は少ないために採集圧の問題は大きくない、としている。